# Nagydobsza
Nagydobsza is een plaats (község) en gemeente in het Hongaarse comitaat Baranya. Nagydobsza telt 680 inwoners (2001).